# Schwarzenbach an der Saale
Schwarzenbach an der Saale is een stadje en gemeente in de Duitse deelstaat Beieren, en maakt deel uit van het Landkreis Hof. Schwarzenbach an der Saale telt 6.865 inwoners.

## Delen van de gemeente
De gemeente heeft officieel 27 Stadt- of Gemeindeteile.
Naast de hoofdplaats Schwarzenbach (met circa 5.500 inwoners) zijn dit:
- de drie parochie- en kerkdorpen:
  - Hallerstein (bijna 300 inwoners; 5 km ten zuiden van het stadje Schwarzenbach; gelegen op bijna 600 meter boven NN op een vroeger door een kasteel bekroonde heuveltop)
  - Förbau (bijna 800 inwoners; 2½ km ten zuidwesten van het stadje Schwarzenbach; gelegen aan de Saale)
  - Martinlamitz (ruim 600 inwoners; 2½ km ten zuidoosten van het stadje Schwarzenbach)
- de tien dorpen zonder eigen kerkgebouw  Baumersreuth, Fletschenreuth,  Förmitz, Gottfriedsreuth, Langenbach, Nonnenwald, Schwingen, Seulbitz, Stobersreuth en Völkenreuth. Alleen Seulbitz heeft meer dan 100 inwoners.
- de vijf gehuchten  Birken, Götzmannsgrün, Lamitzmühle, Quellenreuth en Stollen
- de zeven Einöden[3]  Albertsberg,  Birkenbühl, Höferberg, Lamitzgrund, Posterlitz, Schieda  en Tannenlohe
- het landgoed Holzfeld

## Geografie, infrastructuur
Zoals de naam al zegt, ligt de plaats aan de Saale, die van zuidwest naar noordoost door de gemeente loopt. De dichtstbijzijnde grotere stad is het 11 km noordwaarts gelegen Hof.

### Buurgemeentes
Dit zijn:
- In het noordwesten: Konradsreuth
- In het noorden: Oberkotzau
- In het westen: Münchberg
- In het oosten: Rehau
- In het zuidwesten:  Weißdorf
- In het zuiden: Kirchenlamitz, in de Landkreis Wunsiedel im Fichtelgebirge
- In het zuidoosten: gemeentevrij gebied Martinlamitzer Forst-Nord

### Infrastructuur

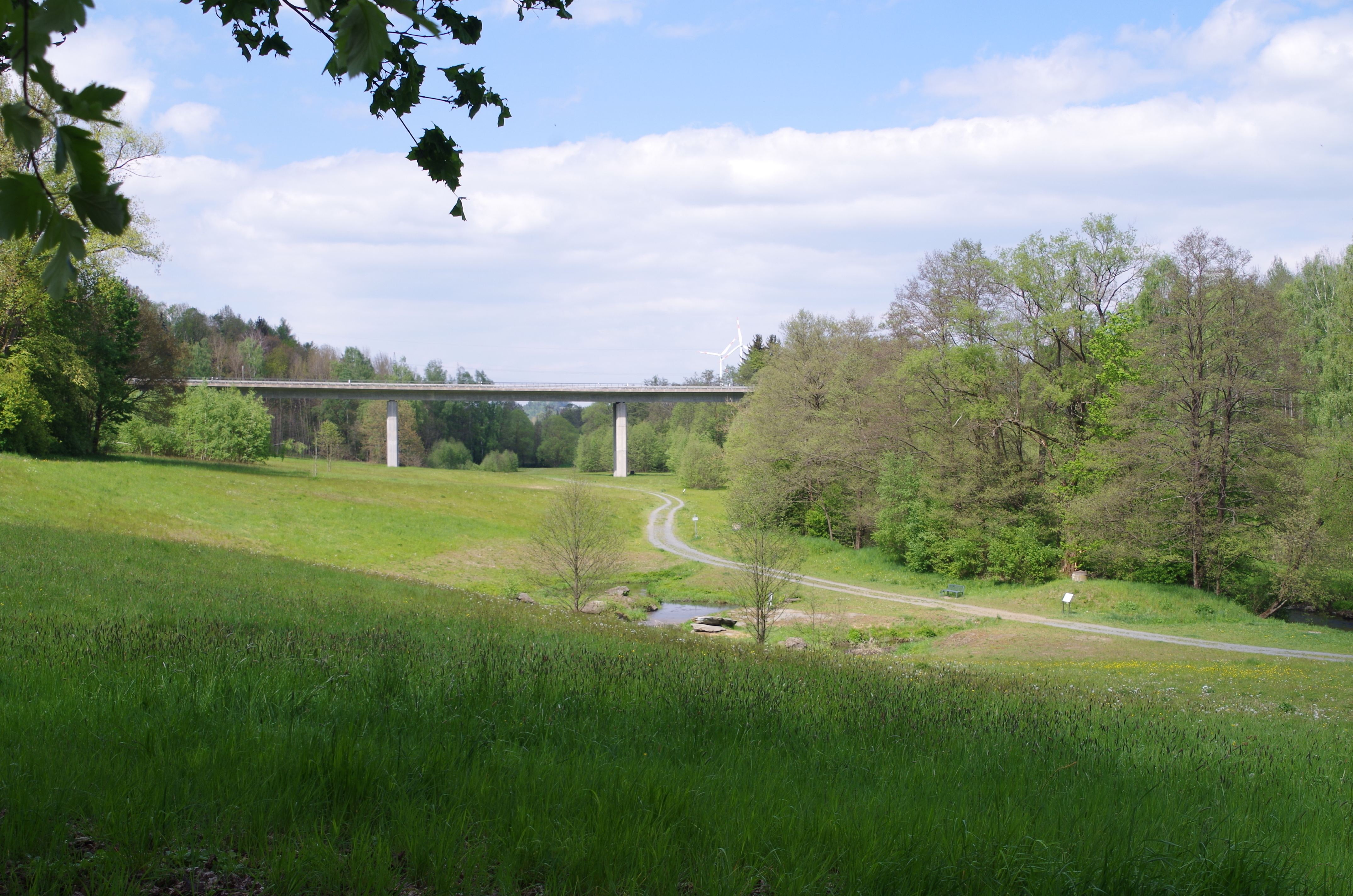
Verkeersbrug in de B289 over de Saale bij Schwarzenbach

De belangrijkste verkeerswegen in en rondom Schwarzenbach an der Saale zijn:
- de Bundesstraße 289, die van west (Münchberg, 13 km) naar oost (Rehau, 8 km, en dan nog 2 km verder naar de A93) langs de noordrand van het stadje loopt
- de Staatsstraße 2177, die van Schwarzenbach door Oberkotzau naar het 11 km noordwaarts gelegen Hof loopt.
- de dichtstbijzijnde autosnelweg is de Autobahn A93 (afrit 6 Rehau-Süd, circa 10 km ten oosten van Schwarzenbach).

De plaats heeft een station (Schwarzenbach (Saale)) aan de spoorlijn Bamberg - Hof. Ook de dorpen Förbau en Seulbitz hebben een spoorweghalte aan deze lijn. Deze drie stopplaatsen liggen respectievelijk 11, 13½ en 17½ kilometer van eindpunt Hof Hauptbahnhof verwijderd. Martinlamitz heeft een ruim 6 km van Oberkotzau verwijderd stationnetje aan de lokaalspoorlijn van die plaats naar Marktredwitz en Weiden in der Oberpfalz.
Ten gerieve van ouderen en licht gehandicapten rijdt er in Schwarzenbach an der Saale een buurtbus. Op dinsdag en donderdag rijdt deze 8 x per dag  een route door de stad zelf heen, en op vrijdagochtend 2 x een route van en naar enige tot de gemeente behorende dorpen.

## Economie
Schwarzenbach bezit veel kleine en middelgrote industriële ondernemingen. De gemeentewebsite vermeldt fabricage van non-woven-materiaal, spiritus, gist, machines, slijpschijven, schoenen en porselein. Te Martinlamitz staat een fabriek die allerlei ijzeren producten maakt.
In de gemeente is ook sprake van enig bescheiden toerisme.

## Geschiedenis
Schwarzenbach wordt in 1322 voor het eerst in een document vermeld, maar bestond zeker reeds in de 12e eeuw. Het maakte deel uit van het Vogtland. Op 1 juni 1373 verkocht de landvoogd Von Weida dit gehele gebied, het Regnitzland aan de burggraaf van de  Rijksstad Neurenberg. De werkelijke machthebbers waren echter hun vazallen, de Rijksridders Von Hirschberg. Dezen, slechts in naam aan wisselende hogere heren leenroerig, bleven eeuwenlang de werkelijke machthebbers te Schwarzenbach. In 1570 begon een periode van voortdurend wisselende machthebbers, onder wie een geslacht dat zich Von Schwarzenbach noemde, en vanaf 1706 de graven, later vorsten, van Schönburg-Waldenburg, die tot 1836 nog gezag bezaten namens het Koninkrijk Beieren, het zgn. Patrimonialrecht.
In 1528 werd Schwarzenbach ten gevolge van de door de landsheer doorgevoerde Reformatie evangelisch-luthers, de tot op de huidige dag door de meerderheid van de christenen hier aangehangen kerk.
Schwarzenbach an der Saale bleef in de loop der eeuwen niet voor rampen gespaard. Oorlogsgeweld teisterde de plaats in 1430, 1540, 1631-1633, en in mindere mate in 1945 door de Tweede Wereldoorlog. Grote branden woedden er in 1610, 1689 en 1810. In 1848 verkreeg Schwarzenbach aansluiting op het spoorwegnet.
Marktrecht werd door markgraaf Christiaan van Brandenburg-Bayreuth in 1610, officieel stadsrecht pas in 1844 door koning Lodewijk I van Beieren verleend.
Na de Tweede Wereldoorlog vond een forse stadsuitbreiding plaats, omdat de bevolking door de immigratie van vele Heimatvertriebene, onder wie Sudetenduitsers, sterk was gestegen.

### Nazi-periode

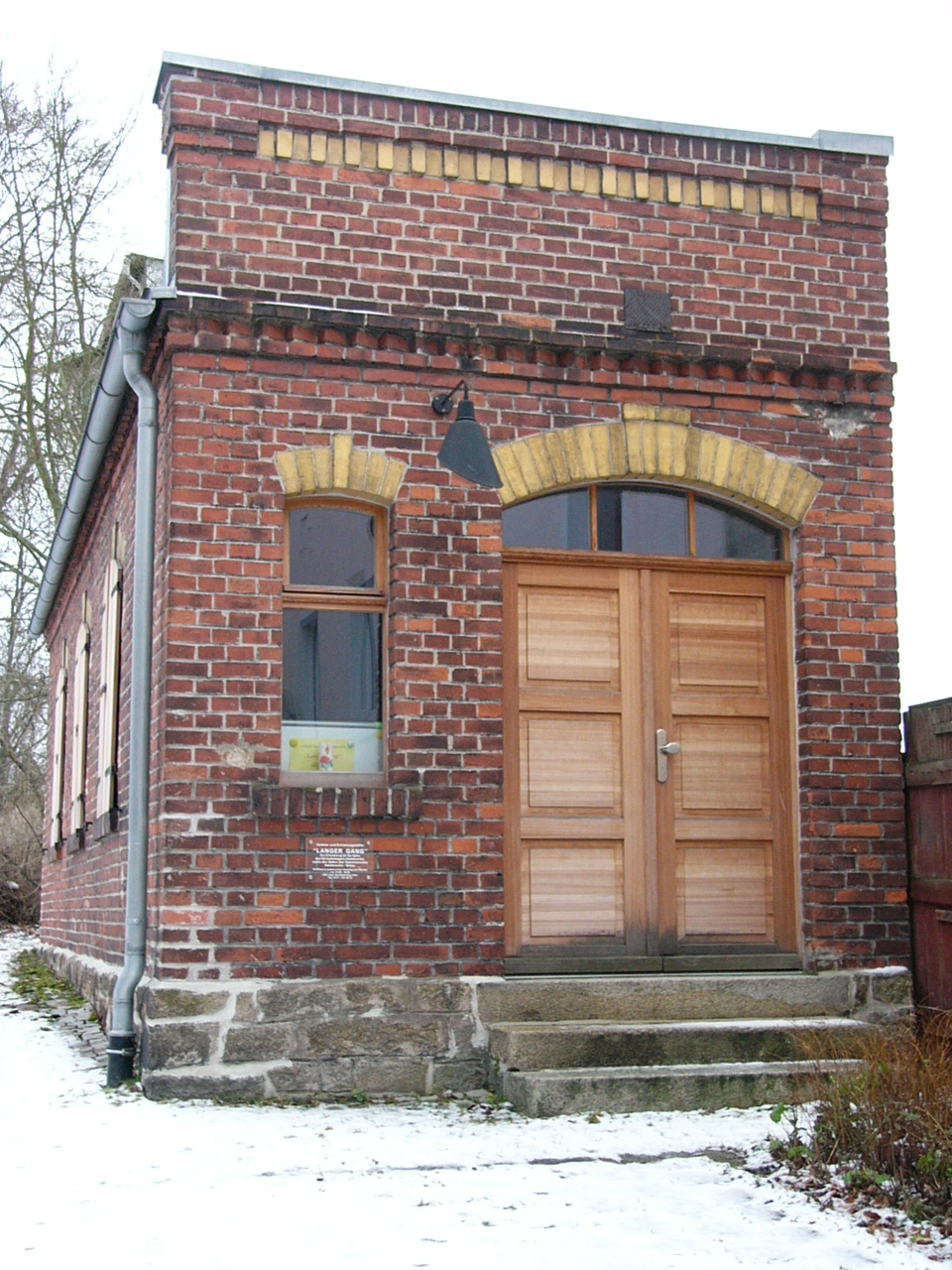
Gedenkplaats Langer Gang
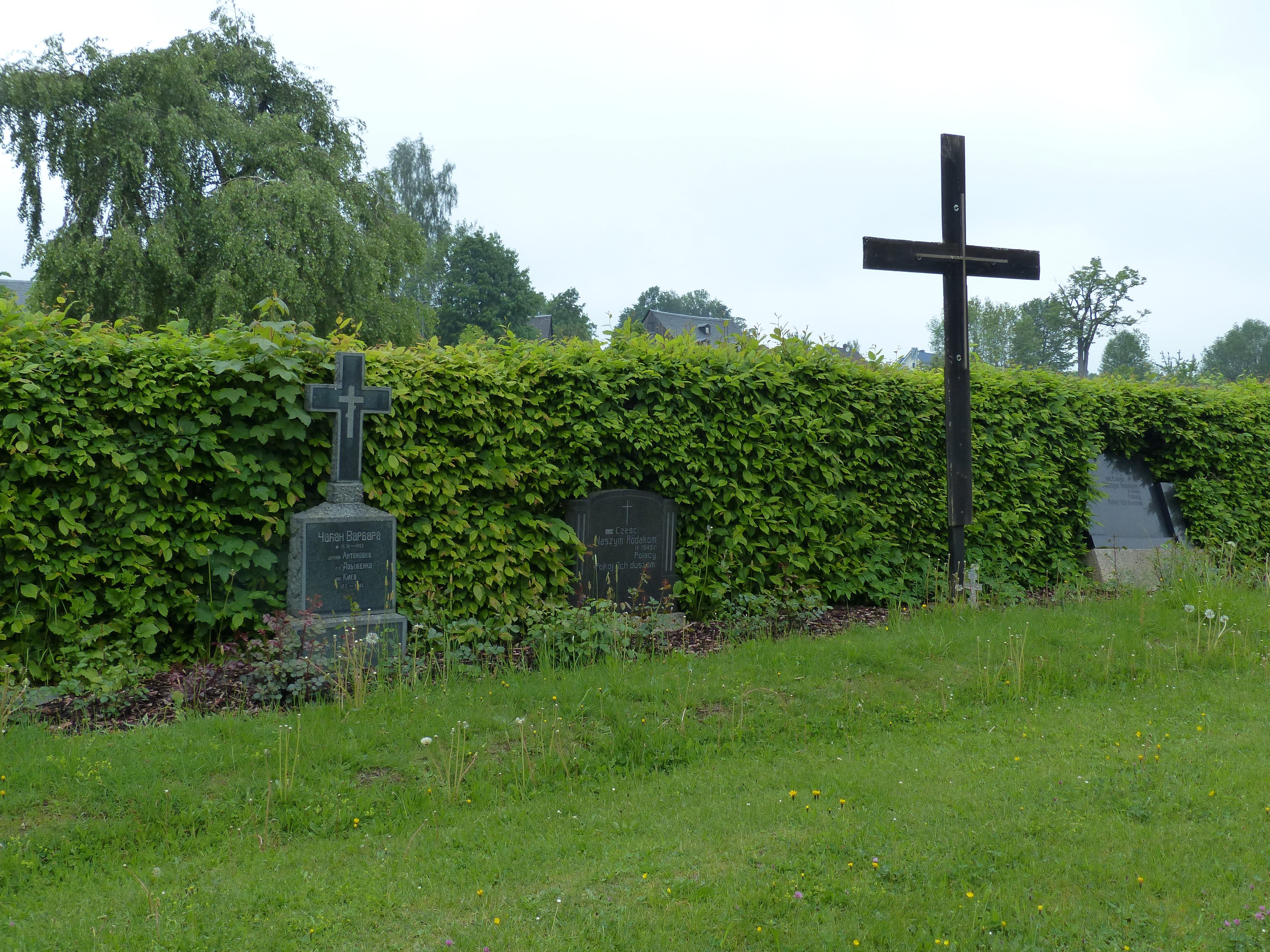
Rij oorlogsgraven bij dit monument
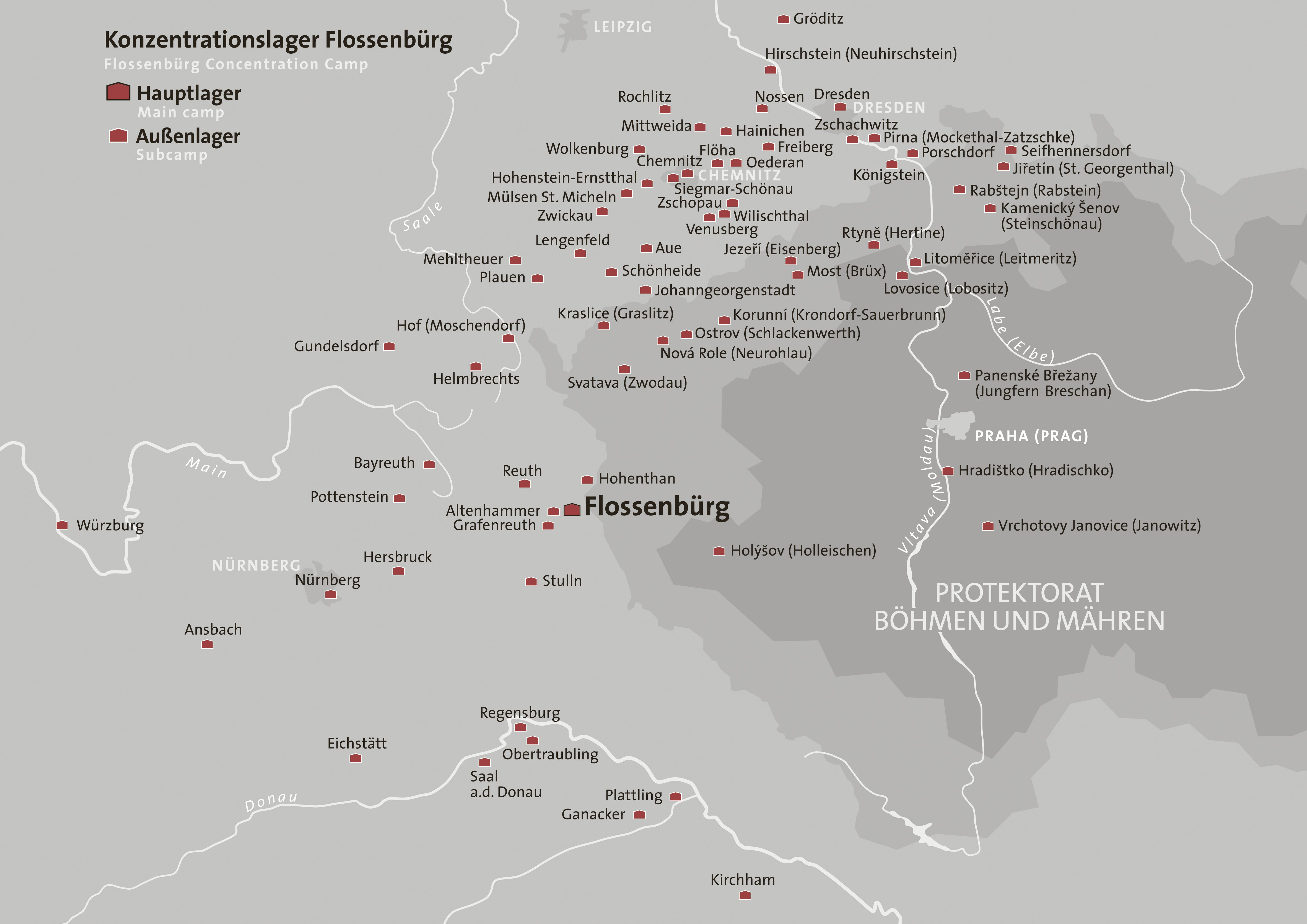
Locaties KZ Flossenbürg en zijn buitenkampen (Außenlager)

Bij het niet zeer ver van Schwarzenbach gelegen plaatsje  Flossenbürg lag van 1938 tot 1945 een concentratiekamp. Zoals de meeste van dit soort kampen, had ook Flossenbürg zogenaamde buitenkampen (Außenlager). Een berucht Außenlager van KZ Flossenbürg lag bij Helmbrechts.
Het werd  door de SS in juli 1944 opgericht. Vooral vrouwen moesten hier dwangarbeid verrichten. In april 1945 werden de gevangenen gedwongen geëvacueerd, omdat troepen van de geallieerden tijdens hun opmars de streek naderden. Ze werden op een dodenmars met Dachau als geplande eindbestemming gestuurd, die de gevangenen via o.a. Schwarzenbach an der Saale tot diep op Tsjechisch grondgebied bracht, en voor sommigen op 4 mei 1945 te Svatava (Zwodau) en voor anderen pas op 6 mei, de dag van de bevrijding, te Prachatice eindigde. De meeste, door uitputting en ondervoeding reeds erg verzwakte, gevangenen overleefden deze tocht van meer dan 200 km door bergachtig terrein in voor de tijd van het jaar erg koud weer niet. De belangrijkste gedenkplaats voor de slachtoffers van deze dodenmars (Langer Gang) staat te Schwarzenbach an der Saale.
Voor een indringende beschrijving van dit kamp, de dodenmars en de beruchte kampcommandant, Alois Dörr, zie op de Duitse Wikipedia: KZ-Außenlager Helmbrechts.

## Bezienswaardigheden

### Erika-Fuchs-Haus

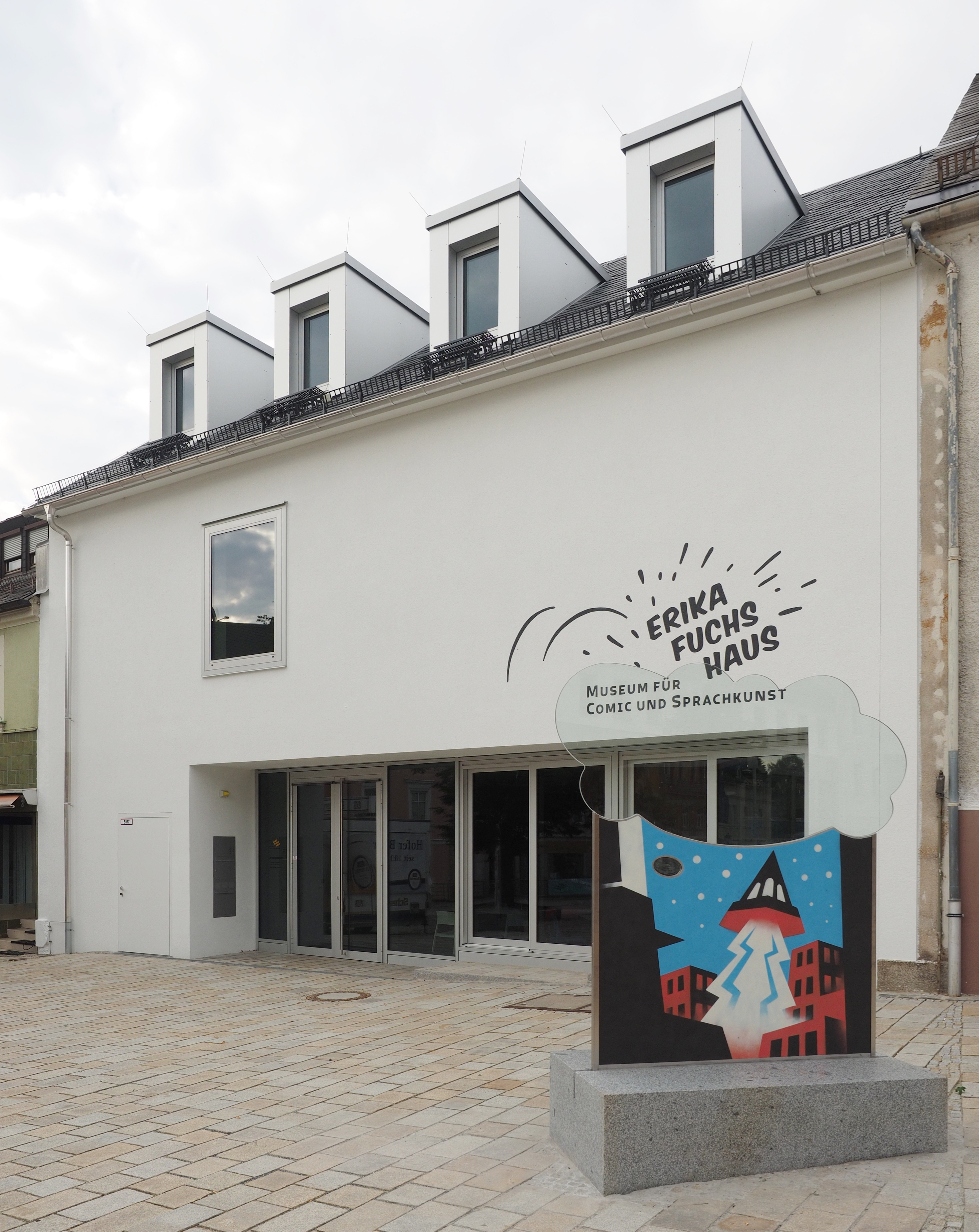
Museum Erika-Fuchs-Haus

Het in 2015 geopende Erika-Fuchs-Haus | Museum für Comic und Sprachkunst is een museum voor o.a. het stripverhaal en de korte korte strip of "comic" . Het is gevestigd op de plaats van het vroegere woonhuis van Erika Fuchs. Zij was de vertaalster van de stripverhalen rondom de in de studio's van Walt Disney bedachte figuren Donald Duck, Mickey Mouse, Dagobert Duck enz., met name de door Carl Barks bedachte verhalen. Critici verwijten Erika Fuchs overigens een te vrije vertaling van de Amerikaans-Engelse teksten. Fuchs heeft waarschijnlijk ook de Duitse benaming Entenhausen voor Duckstad bedacht. Fuchs' werk als vertaalster voor deze uiterst populaire stripverhalen heeft zelfs invloed gehad op het idioom van de Duitse taal. Zij muntte tussenwerpsels, zoals die in tekstballons van strips voorkomen als schluchz (snik), grübel (pieker), en die later door andere stripauteurs en artiesten werden overgenomen. Rondom het werk van Disney, Barks en Fuchs is in Duitsland zelfs een culturele stroming met de naam donaldisme ontstaan. Aanhangers hiervan bestuderen de strips, soms alsof die filosofische geschriften waren,  en leven zich intensief in de figuren en in Duckstad in. 
Enkele vooraanstaande donaldisten, onder wie de toenmalige burgemeester van Schwarzenbach an der Saale en een vooraanstaand rechter, die een privécollectie van Donald-Duck-memorabilia bezat, hebben het initiatief genomen voor de oprichting van het museum. 
In het gebouw staan maar weinig vitrines. Het is mede ingericht voor bezoek door gezinnen met kinderen, die ook interactief bezig kunnen zijn. Bezoeker(tje)s kunnen bijvoorbeeld, evenals Dagobert Duck, een geldbad nemen (wel in plastic munten) in Dagobert Ducks geldpakhuis. Ook zijn er tal van afbeeldingen uit de strips aangebracht. Het museum organiseert ook wisselende tentoonstellingen, o.a. van andere, meest Duitse, stripmakers.  Het museum staat dicht bij het station van Schwarzenbach an der Saale. 

### Overige
- Het stadhuis van Schwarzenbach was vanaf de bouw in 1706 een kasteel van leden van het geslacht Schönburg-Waldenburg.
- Tractorenmuseum aan de Bahnhofsplatz, dus bij het station
- Kunstgalerie in het Oude Raadhuis
- School- en streekmuseum, August-Bebel-Straße 30
- Burgmuseum Hallerstein, een bescheiden streekmuseum, gevestigd in de boerderij naast de dorpskerk en de kasteelruïne van dit dorp
- Kerkgebouwen:
  - De St. Gumbertuskerk te Schwarzenbach zelf dateert uit het eerste kwart van de 19e eeuw. De kerk heeft een welluidend kerkorgel.
  - Het evangelisch-lutherse, 16e-eeuwse kerkje te Förbau
  - De evangelisch-lutherse, 16e-eeuwse, in de 17e en 19e eeuw na grote branden goeddeels herbouwde, dorpskerk van Hallerstein was oorspronkelijk een kasteelkerk. Van het kasteel Hallerstein is slechts een schamele ruïne, achter een boerderij naast de dorpskerk, overgebleven.
- Recreatieplassen/openlucht-zwemgelegenheden: Förmitzspeicher bij Völkenreuth[8] en Waldbad Schiedateich
- Enige wandel- en fietsroutes: routebeschrijvingen zijn ter plaatse in het gemeentehuis en bij enkele bakkers- en slagerswinkels te verkrijgen. Met name ten zuiden en oosten van Schwarzenbach liggen enkele voor wandelingen geschikte bosgebieden.

## Afbeeldingen

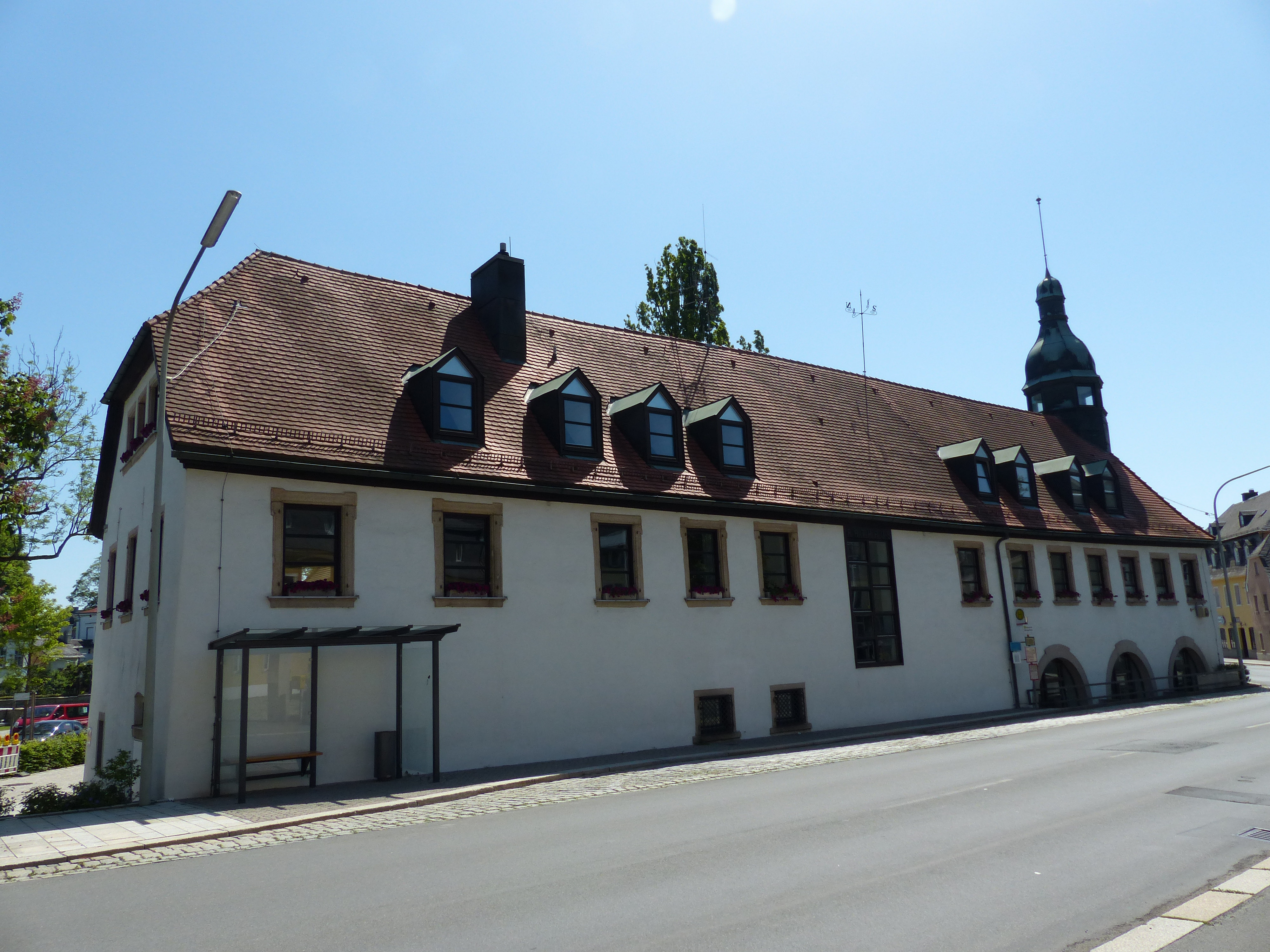
Stadhuis
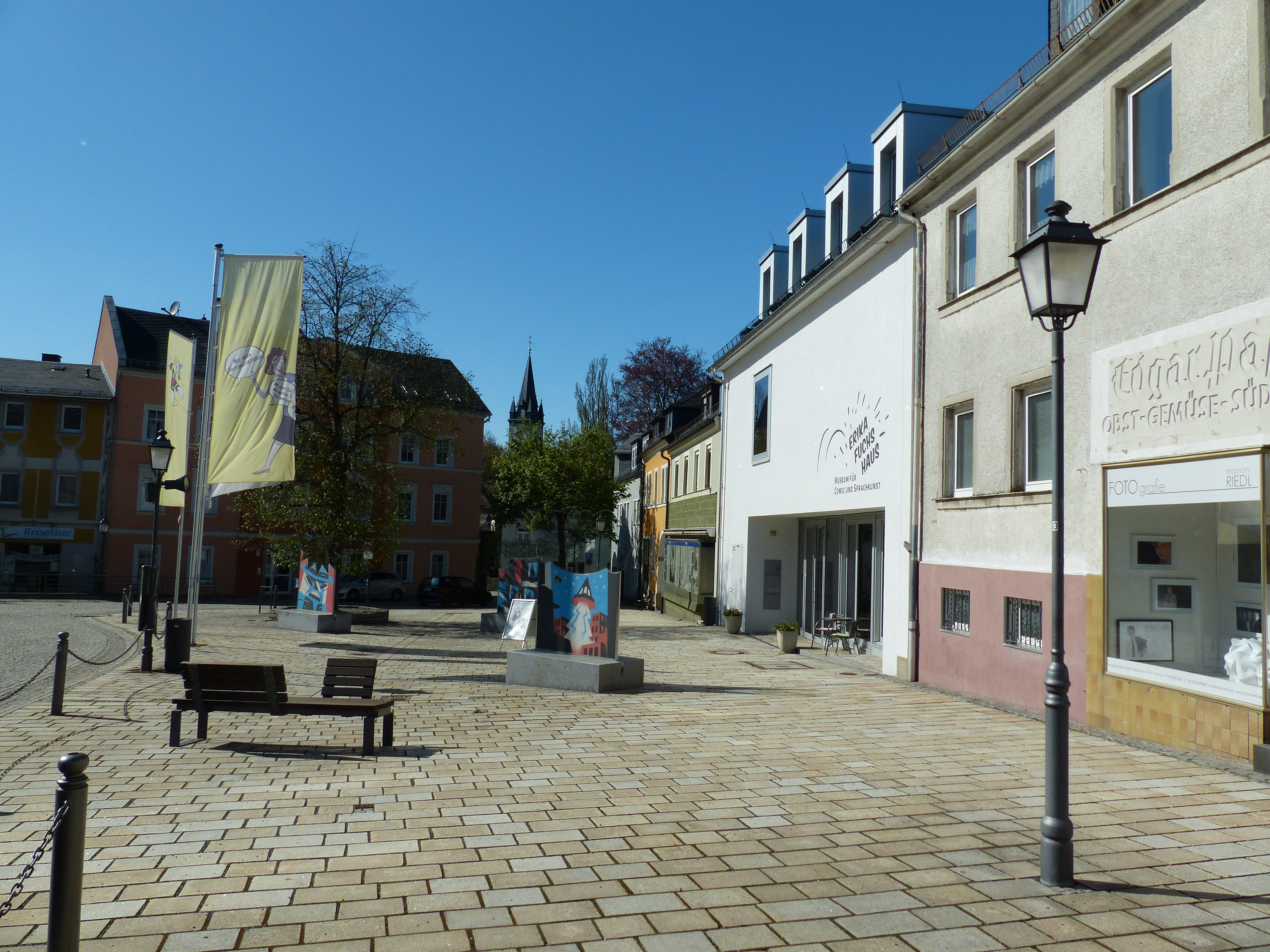
De Maxplatz in het centrum van Schwarzenbach
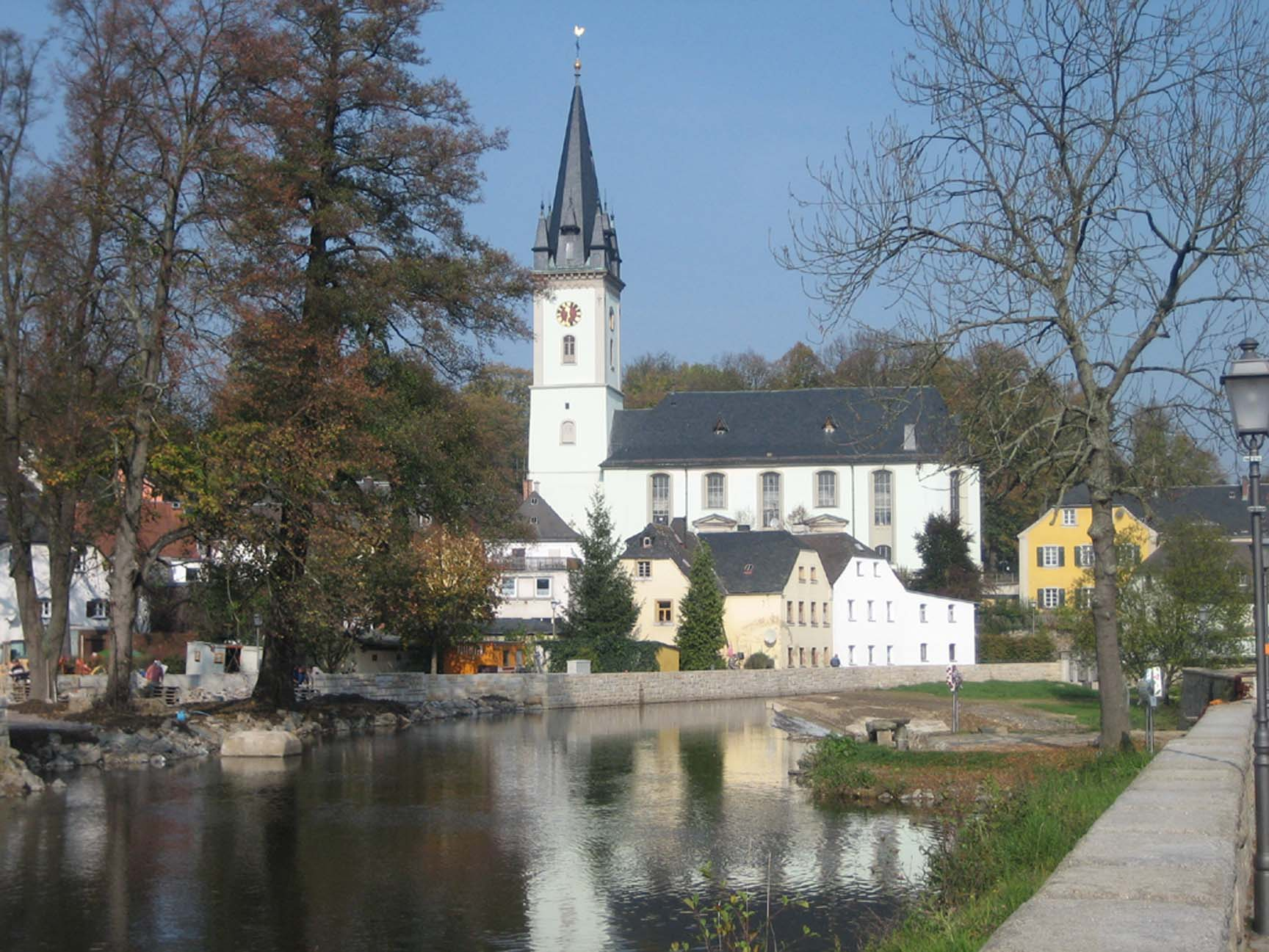
St. Gumbertuskerk, Schwarzenbach
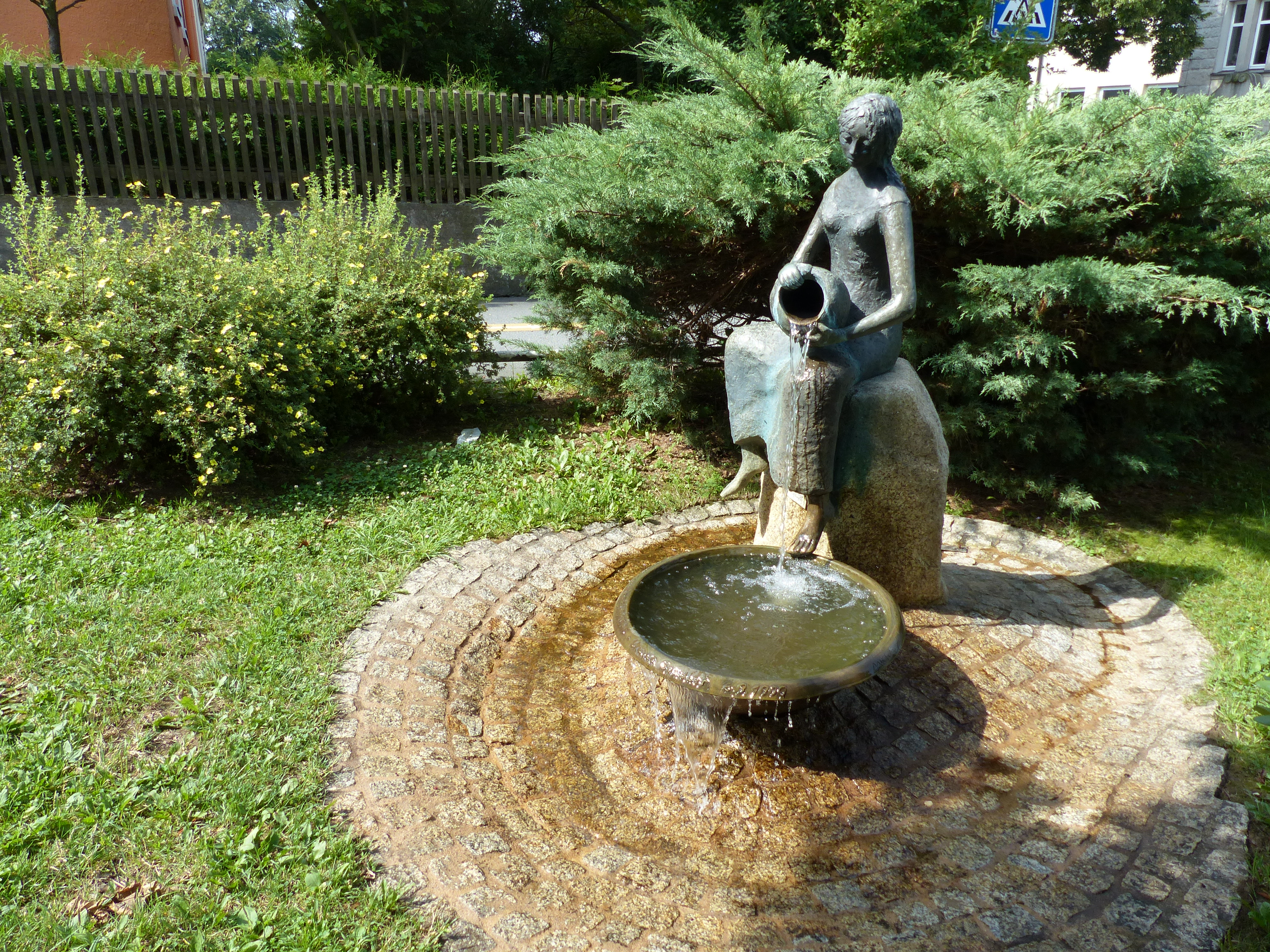
Stadsfontein Die  Wasserschütterin, Margareta Wiggen
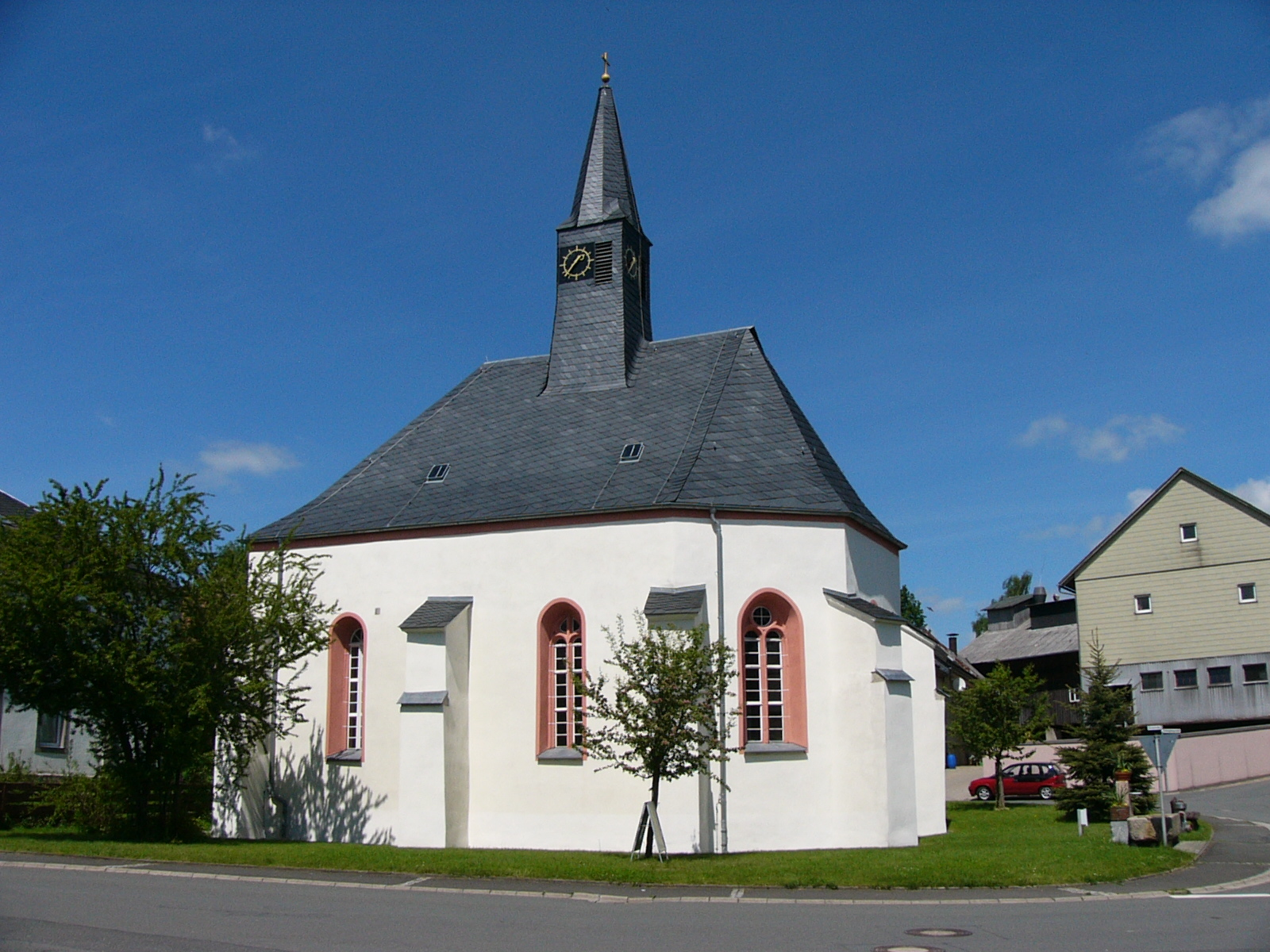
Kerkje te Förbau
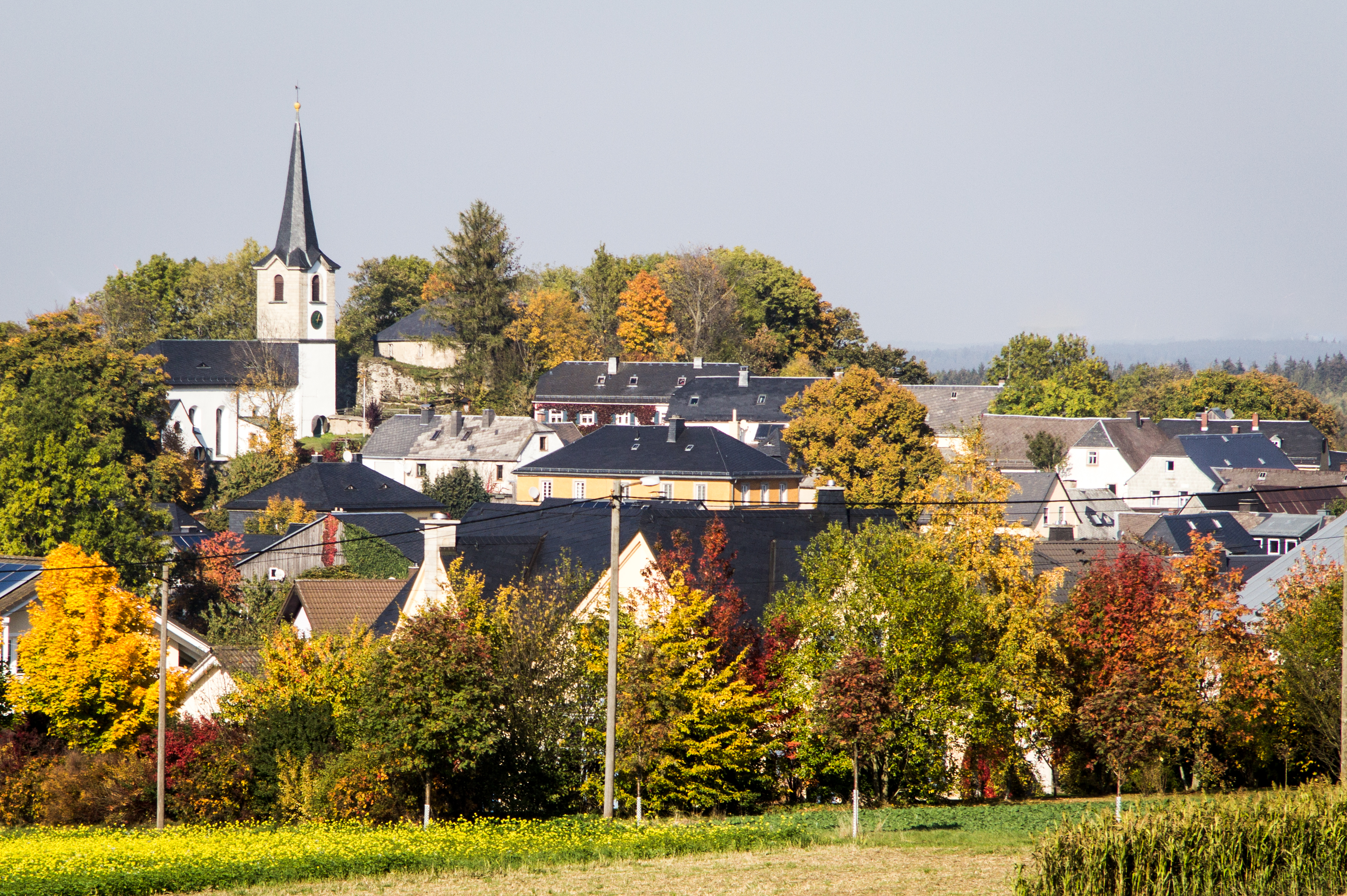
Gezicht op Hallerstein
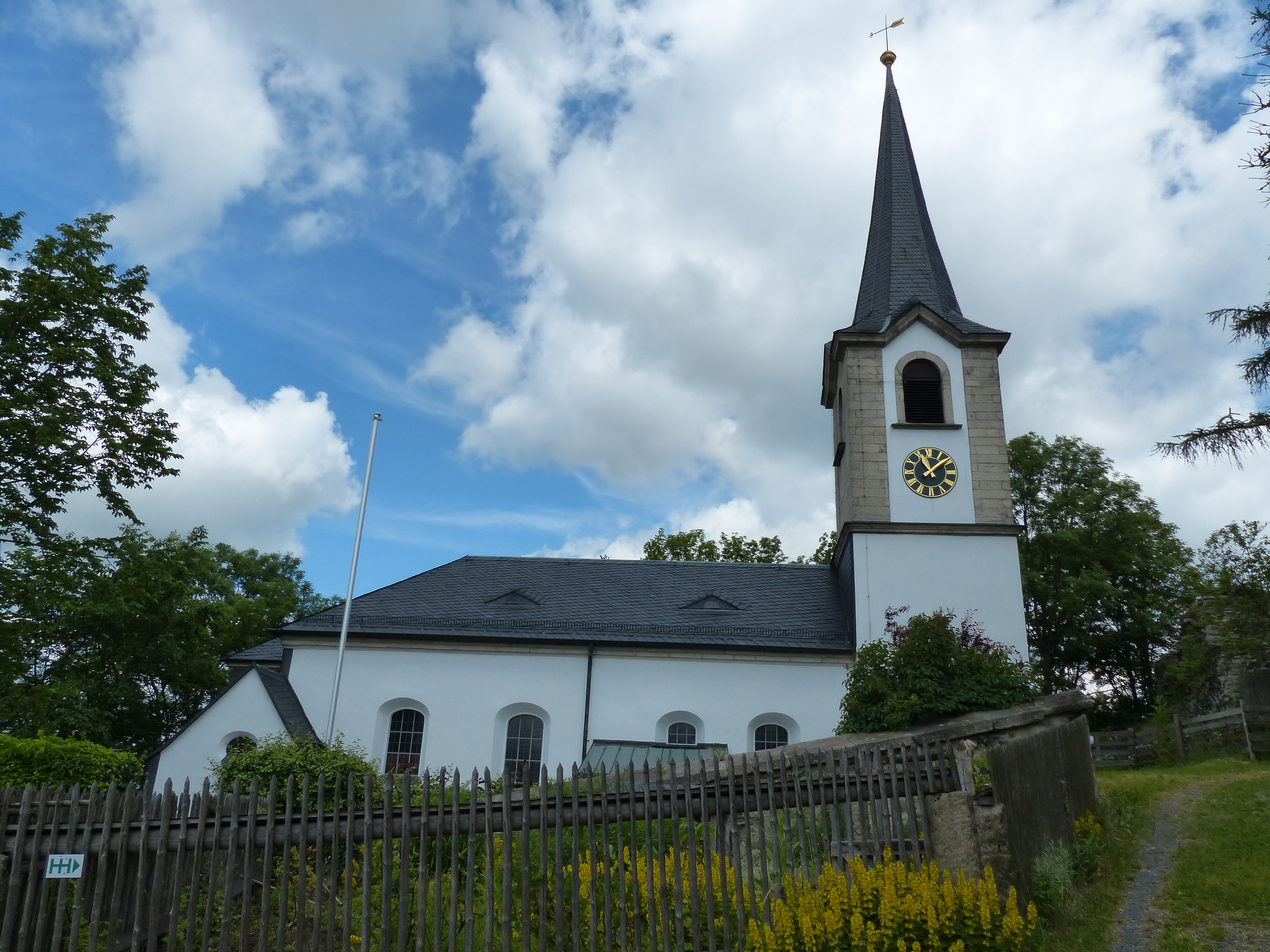
Kerk te Hallerstein
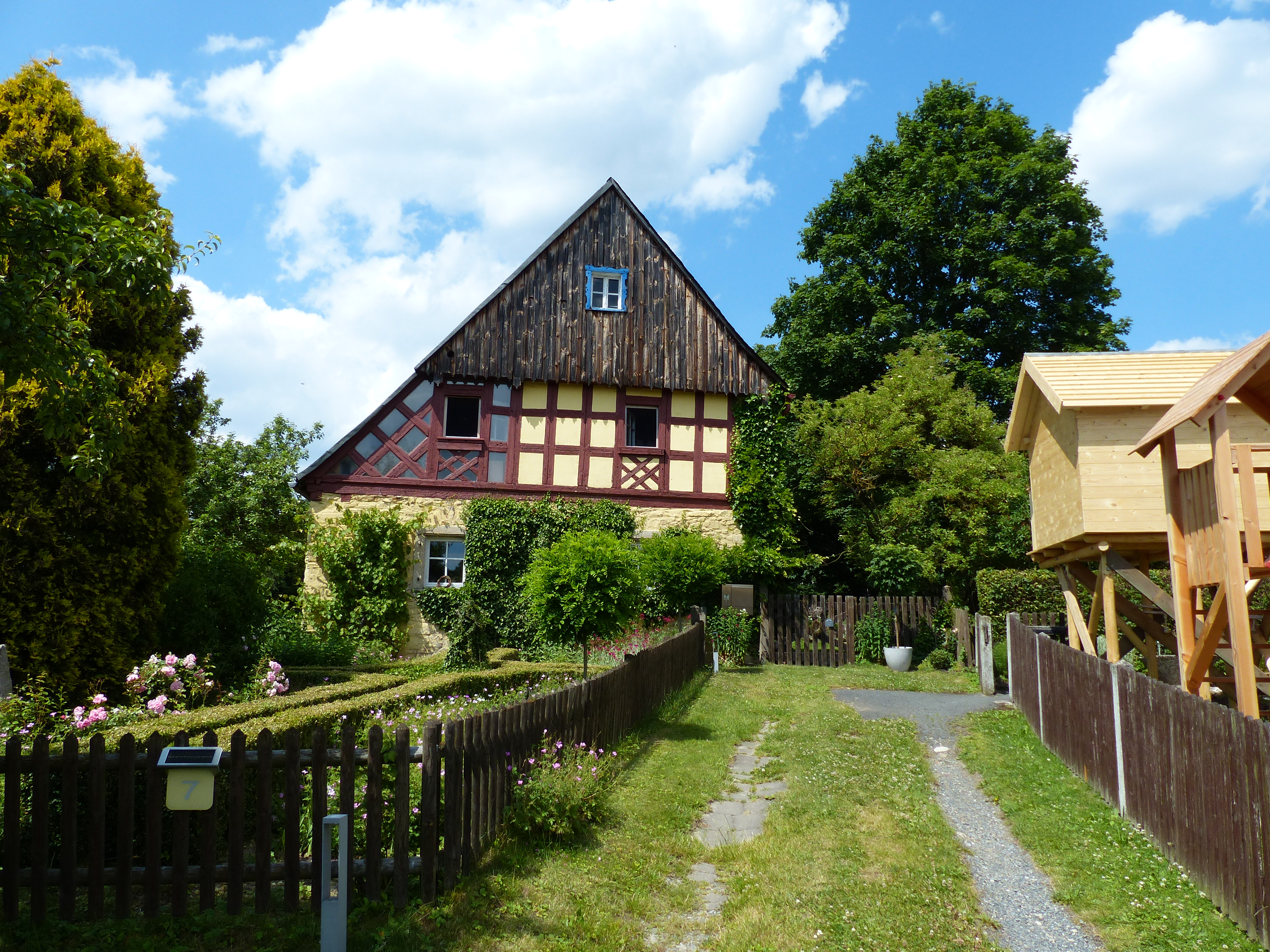
Oud huis te Martinlamitz

## Belangrijke personen in relatie tot de gemeente
- Jean Paul (Wunsiedel, 21 maart 1763 – Bayreuth, 14 november 1825), schrijver, woonde enige jaren te Schwarzenberg
- Adolf Schinnerer (* 25 september 1876 in Schwarzenbach an der Saale; † 30 januari 1949 in Ottershausen bij Haimhausen, Opper-Beieren) schilder en graficus, produceerde veel hoog gewaardeerde, maar destijds door de nazi's als Entartete Kunst beschouwde prenten in de drogenaaldtechniek
- Erika Fuchs, voluit: Johanna Theodolinde Erika Fuchs, geboren Petri (* 7 december 1906 in Rostock; † 22 april 2005 in München), Duits vertaalster, o.a. van de Donald Duck - en Mickey Mouse-stripverhalen, van 1951 tot 1988 hoofdredactrice van het stripblad Micky-Maus. Aan haar en haar werk is te Schwarzenbach an der Saale, het stadje waar Fuchs van 1953 tot kort vóór haar dood woonde, een museum gewijd, zie hierboven.
- Peter Faber (geboren te Schwarzenbach in 1943), Nederlands acteur

## Partnergemeenten
De gemeente Schwarzenbach an der Saale onderhoudt jumelages met:
- : Schwarzenbach, Oostenrijk
- : Schwarzenbach, een dorpje in de gemeente Jonschwil, Kanton St. Gallen, Zwitserland

Minder officiële vriendschapsbanden bestaan met Terno d’Isola bij Bergamo, Italië.
Bad Steben ·
Berg ·
Döhlau ·
Feilitzsch ·
Gattendorf ·
Geroldsgrün ·
Helmbrechts ·
Issigau ·
Köditz ·
Konradsreuth ·
Leupoldsgrün ·
Lichtenberg ·
Münchberg ·
Naila ·
Oberkotzau ·
Regnitzlosau ·
Rehau ·
Schauenstein ·
Schwarzenbach a.Wald ·
Schwarzenbach a.d.Saale ·
Selbitz ·
Sparneck ·
Stammbach ·
Töpen ·
Trogen ·
Weißdorf ·
Zell